# معركة تقرت
معركة تقرت كانت حدثًا مهمًا في تاريخ الجزائر خلال القرن التاسع عشر. وقعت في 13 مايو 1871م وقادها محمد بن التومي بن إبراهيم، المعروف باسم "بوشوشة". تحمل هذه المعركة أهمية كبيرة في سياق النضال الجزائري ضد الاستعمار الفرنسي والسعي للحفاظ على استقلال البلاد.

## الخلفية
في منتصف القرن التاسع عشر، كانت الجزائر تحت الاستعمار الفرنسي، وكانت القبائل والزعماء الجزائريين يواجهون استبداد الاستعمار ويناضلون من أجل استعادة حريتهم واستقلالهم.

## سياق معركة تقرت
في هذا السياق، استغل محمد بن التومي بوشوشة فرصة غياب الآغا علي باي الذي كان حاضرًا في عساكره بعين الناقة. قام بوشوشة بشن هج
وم على مدينة تقرت وتمكن من القضاء على الثكنة التي كانت تحت قيادة الملازم موسيلي.

## معركة تقرت
معركة تقرت كانت معركة ضارية شهدت اشتباكات عنيفة بين الثوار بقيادة بوشوشة والقوات الفرنسية التي كانت تحت قيادة الملازم موسيلي. تميزت المعركة بشجاعة الثوار الجزائريين وقدرتهم على مواجهة القوات الفرنسية المدربة

## نتائج المعركة
بعد معركة تقرت الضارية، تمكن بوشوشة وقواته من السيطرة على مدينة تقرت واستولوا عليها. وفي أعقاب هذا الانتصار، تم تنصيب الناصر بن شهرة كخليفة لمدة سبعة أشهر.
تأتي معركة تقرت كمثال على الصمود والمقاومة الجزائرية ضد الاستعمار الفرنسي في تلك الفترة الحرجة من تاريخ البلاد. قدمت هذه المعركة رسالة قوية عن إصرار الشعب الجزائري على الحفاظ على هويته واستقلاله رغم التحديات الكبيرة.